# キングコブラ (2016年の映画)
『キングコブラ』（King Cobra）は、2016年のアメリカ合衆国の劇映画。アメリカ合衆国のゲイポルノモデル、ブレント・コリガンを題材にした作品である。
監督はジャスティン・ケリー、原作はアンドリュー・E・ストナーとピーター・A・コンウェイのノンフィクション『コブラキラー（Cobra Killer ）』（ISBN 1936833018）である。
w:IFC Midnightから2016年10月21日に公開される予定である。 

## プロット
本作は、2007年にゲイポルノ製作会社「コブラ社」のプロデューサー、ブライアン・コーシス（作中での名前は「スティーヴン」）が殺害された事件を中心にしている。殺人を犯したジョゼフ・ケレケーシュ（作中では「ジョー」）とハーロー・クアドラ（作中では「ハーロー」）はライバル会社のプロデューサーで、コリガンの出演契約を買収しようとしていた。

## 出演者
- モリー・リングウォルド :エイミー
- ジェームズ・フランコ:ジョー
- クリスチャン・スレーター:スティーヴン
- アリシア・シルバーストーン :ジャネット
- ギャレット・クレイトン:ショーン・ポール・ロックハート（芸名ブレント・コリガン）
- キーガン・アレン:ハーロー[3]

## 公開
『キングコブラ』は2016年4月にトライベッカ映画祭においてプレミア上映された。
ほどなくw:IFC Films が配給権を取得した。
本作は2016年10月21日の封切りを予定している。

## レセプション
Rotten Tomatoesによると、調査対象となった批評家6人のうち5人が好意的なレビューを与えた。平均点は10点満点の7.2点であった。 w:Metacriticは6件のレビューをもとに100点満点の65点を付けた。
『スクリーン・デーリー（w:Screen Daily）』のグラハム・フラーは以下のように書いた。「このような理知的で大胆な映画は、LGBT層へのアピールを超越したクロスオーバー的ヒットとなりうる」
w:Indiewireのデイヴィッド・エーリックはB+の評点を与えて「手堅いダークコメディ（"rock-solid dark comedy"）」と評し、配役を賞賛した。
『バラエティ』誌のピーター・デブルージは本作をCinemax After Darkと比較して「汚れだけで精神がない（"all smut and no soul"）」と評した。『ハリウッド・リポーター』のジョン・デフォーは「スリラーと呼ぶには退屈すぎる（"a dreary would-be thriller"）」と評し、テンポの悪さを指摘した。
本人の言によれば、ブレント・コリガンは同作の監修と助演を依頼されたが断ったという。
コリガンはのちに、本作の製作者が殺人事件と自身のポルノモデル活動について不正確な描写を行い、自身の人生を「不当に貶めた（"bastardising"）」と批判した。